# Elecciones municipales de Huancayo de 1980
Las elecciones municipales de Huancayo de 1980 se llevaron a cabo el 23 de noviembre de 1980 para elegir al alcalde y al Concejo Provincial de Huancayo para el periodo 1981-1983. La elección se celebró simultáneamente con elecciones municipales en todo el país. Fueron las primeras elecciones municipales en la provincia desde 1966, tras 12 años de gobierno militar.

## Sistema electoral
La Municipalidad Provincial de Huancayo es el órgano administrativo y de gobierno de la provincia de Huancayo. Está compuesta por el alcalde y el Concejo Provincial.
La votación del alcalde y el concejo se realiza en base al sufragio universal, que comprende a todos los ciudadanos nacionales mayores de dieciocho años, empadronados y residentes en la provincia de Huancayo y en pleno goce de sus derechos políticos, así como a los ciudadanos no nacionales residentes y empadronados en la provincia de Huancayo.
El Concejo Provincial de Huancayo está compuesto por 19 concejales elegidos por sufragio directo para un período de tres (3) años, en forma conjunta con la elección del alcalde (quien lo preside). La votación es por lista cerrada y bloqueada. Se asigna a cada lista los escaños según el método d'Hondt.

## Partidos y candidatos
A continuación se muestra una lista de los principales partidos y alianzas electorales que participaron en las elecciones:
| Candidatura | Candidatura | Partidos y alianzas | Candidatos | Candidatos                     | Ideología                                               | Ref. |
| ----------- | ----------- | --- | ---------- | ------------------------------ | ------------------------------------------------------- | ---- |
|             | APRA        | Lista - Partido Aprista Peruano (APRA) |            | Humberto Vicetti Saavedra      | Aprismo                                                 |      |
|             | AP          | Lista - Acción Popular (AP) |            | Hernán Monzón Vásquez          | Humanismo Nacionalismo cívico Reformismo                |      |
|             | PPC         | Lista - Partido Popular Cristiano (PPC) |            | Juan Vega Mier y Terán         | Conservadurismo social Humanismo Democracia cristiana   |      |
|             | IU          | Lista - Izquierda Unida (IU) – Unión de Izquierda Revolucionaria (UNIR) – Unidad Democrático Popular (UDP) – Partido Socialista Revolucionario (PSR) – Partido Comunista Revolucionario (PCR) – Partido Comunista Peruano (PCP) – Frente Obrero Campesino Estudiantil y Popular (FOCEP) |            | Saúl Muñoz Menacho             | Marxismo-leninismo Mariateguismo Socialismo democrático |      |
|             | PAIS        | Lista - Movimiento Popular de Acción e Integración Social (PAIS) |            | Augusto Lizárraga Acevedo      |                                                         |      |
|             | IND         | Lista - Lista Independiente N° 3 Movimiento Comunal del Perú |            | Bertha Duarte Heredia de Veliz | Localismo huancaíno                                     |      |
|             | IND         | Lista - Lista Independiente N° 5 Democrática de Huancayo |            | Fernando Calle Hayen           | Localismo huancaíno                                     |      |

## Resultados

### Sumario general
|                        |                                                          |              |              |              |           |           |
| Partidos y coaliciones | Partidos y coaliciones                                   | Voto popular | Voto popular | Voto popular | Regidores | Regidores |
| Partidos y coaliciones | Partidos y coaliciones                                   | Votos        | %            | ±pp          | Total     | +/−       |
|                        | Acción Popular (AP)                                      | 27,364       | 37.64        | n/a          | 8         | n/a       |
|                        | Izquierda Unida (IU)                                     | 15,402       | 21.18        | n/a          | 4         | n/a       |
|                        | Lista Independiente N° 5 Democrática de Huancayo         | 12,605       | 17.34        | n/a          | 3         | n/a       |
|                        | Partido Aprista Peruano (APRA)                           | 10,751       | 14.79        | n/a          | 3         | n/a       |
|                        | Partido Popular Cristiano (PPC)                          | 3,682        | 5.06         | n/a          | 1         | n/a       |
|                        | Lista Independiente N° 3 Movimiento Comunal del Perú     | 1,596        | 2.20         | n/a          | 0         | n/a       |
|                        | Movimiento Popular de Acción e Integración Social (PAIS) | 1,303        | 1.79         | n/a          | 0         | n/a       |
|                        |                                                          |              |              |              |           |           |
| Total                  | Total                                                    | 72,703       |              |              | 19        | n/a       |
|                        |                                                          |              |              |              |           |           |
| Votos válidos          | Votos válidos                                            | 72,703       | 84.82        | n/a          |           |           |
| Votos en blanco        | Votos en blanco                                          | 4,815        | 5.62         | n/a          |           |           |
| Votos nulos            | Votos nulos                                              | 8,197        | 9.56         | n/a          |           |           |
| Votos emitidos         | Votos emitidos                                           | 85,715       | 66.82        | n/a          |           |           |
| Abstenciones           | Abstenciones                                             | 42,564       | 33.18        | n/a          |           |           |
| Votantes registrados   | Votantes registrados                                     | 128,279      |              |              |           |           |
|                        |                                                          |              |              |              |           |           |
| Fuente:                |                                                          |              |              |              |           |           |

### Concejo Provincial de Huancayo
| Cargo                           | Autoridad electa            | Partido político | Partido político                                 |
| ------------------------------- | --------------------------- | ---------------- | ------------------------------------------------ |
| Alcalde Provincial de Huancayo  | Luis Carlessi Bastarrachea  |                  | Acción Popular                                   |
| Regidor Provincial de Huancayo  | Raúl Peña Martínez          |                  | Acción Popular                                   |
| Regidor Provincial de Huancayo  | César García Rivarola       |                  | Acción Popular                                   |
| Regidor Provincial de Huancayo  | Juan Escobar Barrientos     |                  | Acción Popular                                   |
| Regidor Provincial de Huancayo  | Pedro Morales Mansilla      |                  | Acción Popular                                   |
| Regidora Provincial de Huancayo | Carmen Belaúnde Curat       |                  | Acción Popular                                   |
| Regidor Provincial de Huancayo  | Fortunato Gaspar Carhuamaca |                  | Acción Popular                                   |
| Regidor Provincial de Huancayo  | Miguel Velit Núñez          |                  | Acción Popular                                   |
| Regidor Provincial de Huancayo  | Raúl Blanco Woolcott        |                  | Acción Popular                                   |
| Regidor Provincial de Huancayo  | Juan Baquerizo Baldeón      |                  | Izquierda Unida                                  |
| Regidor Provincial de Huancayo  | Jesús Palacios Córdova      |                  | Izquierda Unida                                  |
| Regidor Provincial de Huancayo  | Manuel Morales Ballón       |                  | Izquierda Unida                                  |
| Regidor Provincial de Huancayo  | Saúl Corilloclla Rojas      |                  | Izquierda Unida                                  |
| Regidor Provincial de Huancayo  | Edilberto Miranda Palma     |                  | Lista Independiente N° 5 Democrática de Huancayo |
| Regidora Provincial de Huancayo | María Vega de la Peña       |                  | Lista Independiente N° 5 Democrática de Huancayo |
| Regidor Provincial de Huancayo  | Víctor Pimentel Buitrón     |                  | Lista Independiente N° 5 Democrática de Huancayo |
| Regidor Provincial de Huancayo  | Enrique Chipoco Tovar       |                  | Partido Aprista Peruano                          |
| Regidor Provincial de Huancayo  | Carlos Recoba Chévez        |                  | Partido Aprista Peruano                          |
| Regidor Provincial de Huancayo  | Ricardo Bohorquez Hernández |                  | Partido Aprista Peruano                          |
| Regidor Provincial de Huancayo  | Miguel Sotelo Canchumani    |                  | Partido Popular Cristiano                        |

## Elecciones municipales distritales

### Sumario general
| Partidos y coaliciones | Partidos y coaliciones                                   | Voto popular | Voto popular | Voto popular | Alcaldías | Alcaldías |
| Partidos y coaliciones | Partidos y coaliciones                                   | Votos        | %            | ±pp          | Total     | +/−       |
| ---------------------- | -------------------------------------------------------- | ------------ | ------------ | ------------ | --------- | --------- |
|                        | Acción Popular (AP)                                      |              |              | n/a          | 20        | n/a       |
|                        | Izquierda Unida (IU)                                     |              |              | n/a          | 8         | n/a       |
|                        | Partido Aprista Peruano (APRA)                           |              |              | n/a          | 3         | n/a       |
|                        | Partido Popular Cristiano (PPC)                          |              |              | n/a          | 0         | n/a       |
|                        | Lista Independiente N° 5 Democrática de Huancayo         |              |              | n/a          | 2         | n/a       |
|                        | Lista Independiente N° 3 Movimiento Comunal del Perú     |              |              | n/a          | 1         | n/a       |
|                        | Movimiento Popular de Acción e Integración Social (PAIS) |              |              | n/a          | 0         | n/a       |
|                        | Listas independientes distritales                        |              |              | n/a          | 0         | n/a       |
|                        | Elecciones municipales complementarias                   | —            | —            | —            | 2         | n/a       |
|                        |                                                          |              |              |              |           |           |
| Total                  | Total                                                    |              |              |              | 36        | n/a       |
|                        |                                                          |              |              |              |           |           |
| Votos válidos          | Votos válidos                                            |              |              | n/a          |           |           |
| Votos en blanco        | Votos en blanco                                          |              |              | n/a          |           |           |
| Votos nulos            | Votos nulos                                              |              |              | n/a          |           |           |
| Votos emitidos         | Votos emitidos                                           |              |              | n/a          |           |           |
| Abstenciones           | Abstenciones                                             |              |              | n/a          |           |           |
| Votantes registrados   |                                                          |              |              |              |           |           |
|                        |                                                          |              |              |              |           |           |
| Fuente:                |                                                          |              |              |              |           |           |

### Resultados por distrito
La siguiente tabla enumera el control de los distritos de la provincia de Huancayo.
| Distrito                  | Alcalde(sa) electo(a)                          | Partido político                               | Partido político                               |
| ------------------------- | ---------------------------------------------- | ---------------------------------------------- | ---------------------------------------------- |
| Áhuac                     | Julio Cano Lazo                                |                                                | Acción Popular                                 |
| Carhuacallanga            | Apolinario Laura Eulogio                       |                                                | Acción Popular                                 |
| Chacapampa                | Erasmo Ramos Martínez                          |                                                | Izquierda Unida                                |
| Chicche                   | Santos Orihuela Serna                          |                                                | Acción Popular                                 |
| Chilca                    | Tito Orellana Carrión                          |                                                | Lista Independiente N° 5                       |
| Chongos Alto              | Vicente Ferrer Olivera                         |                                                | Acción Popular                                 |
| Chongos Bajo              | Nemesio Arauco Canchanya                       |                                                | Acción Popular                                 |
| Chupaca                   | Raúl Zavala Ochoa                              |                                                | Izquierda Unida                                |
| Chupuro                   | Víctor Rodríguez Meza                          |                                                | Acción Popular                                 |
| Colca                     | Luis Peñaloza Saldaña                          |                                                | Partido Aprista Peruano                        |
| Cullhuas                  | Serapio Romero Anselmo                         |                                                | Acción Popular                                 |
| El Tambo                  | Marcelino Fuertes Quispe                       |                                                | Acción Popular                                 |
| Huáchac                   | Ignacio Astete Castillo                        |                                                | Acción Popular                                 |
| Huacrapuquio              | Faustino Montes Berto                          |                                                | Acción Popular                                 |
| Hualhuas                  | Israel Miguel Zacarías                         |                                                | Acción Popular                                 |
| Huamancaca Chico          | Juan Baltazar Briceño                          |                                                | Acción Popular                                 |
| Huancán                   | Pedro Pérez Yarín                              |                                                | Izquierda Unida                                |
| Huasicancha               | Demetrio Lázaro Yaranga                        |                                                | Acción Popular                                 |
| Huayucachi                | Modesto Manrique Sinche                        |                                                | Acción Popular                                 |
| Ingenio                   | Bartolomé Díaz Valenzuela                      |                                                | Acción Popular                                 |
| Pariahuanca               | Elecciones municipales complementarias de 1981 | Elecciones municipales complementarias de 1981 | Elecciones municipales complementarias de 1981 |
| Pilcomayo                 | Paulino Campos Colonio                         |                                                | Acción Popular                                 |
| Pucará                    | Asisclo Erquinio Zárate                        |                                                | Lista Independiente N° 5                       |
| Quichuay                  | Leandro Porras Oré                             |                                                | Izquierda Unida                                |
| Quilcas                   | Antonio Contreras Estrada                      |                                                | Izquierda Unida                                |
| San Agustín               | Gerardo Balbín Castro                          |                                                | Lista Independiente N° 3                       |
| San Jerónimo de Tunán     | Juan Gonzales Cangahuala                       |                                                | Izquierda Unida                                |
| San Juan de Jarpa         | Jesús Rojas Salvatierra                        |                                                | Izquierda Unida                                |
| San Juan de Yscos         | Eugenio Samaniego Muñico                       |                                                | Acción Popular                                 |
| Santo Domingo de Acobamba | Aparicio Camarena Carhuallanqui                |                                                | Partido Aprista Peruano                        |
| Saño                      | Marcial Colonio Quispe                         |                                                | Acción Popular                                 |
| Sapallanga                | Jorge Cristóbal Párraga                        |                                                | Izquierda Unida                                |
| Sicaya                    | César Santillán Román                          |                                                | Acción Popular                                 |
| Tres de Diciembre         | Rómulo Arteaga Lara                            |                                                | Partido Aprista Peruano                        |
| Viques                    | Máximo Canchanya Oroya                         |                                                | Acción Popular                                 |
| Yanacancha                | Elecciones municipales complementarias de 1981 | Elecciones municipales complementarias de 1981 | Elecciones municipales complementarias de 1981 |